# Wellingborough (borough)
Wellingborough è un distretto con status di borough del Northamptonshire, Inghilterra, Regno Unito, con sede nella città omonima.
Il distretto fu creato con il Local Government Act 1972, il 1º aprile 1974 dalla fusione del borough di Wellingborough con il distretto rurale di Wellingborough.

## Parrocchie civili
Le parrocchie del distretto, che non coprono l'area del capoluogo, sono:
- Bozeat
- Earls Barton
- Easton Maudit
- Ecton
- Finedon
- Great Doddington
- Great Harrowden
- Grendon
- Hardwick
- Irchester
- Isham
- Little Harrowden
- Mears Ashby
- Orlingbury
- Strixton
- Sywell
- Wilby
- Wollaston